# Diploglossidae
Diploglossidae — родина веретільницеподібних ящірок. Представники цієї родини мешкають на Карибах, в Центральній і Південній Америці. Раніше їх відносили до підродини Anguidae, однак генетичні дослідження показали, що вони є більш близькими до представників підродини Anniellidae.

## Таксономія
Філогенетичні дослідження підтверджують ранньокайнозойське походження клади. Раніше представників родини Diploglossidae відносили лише до трьох родів (Celestus, Diploglossus і Ophiodes), однак за результатами філогенетичного дослідження 2021 року, яке показало, що ці роди є парафілітичним, вони були розділені на кілька родів, згрупованих у три підродини. Представники підродини Siderolamprinae і один представник Celestinae поширені в Центральній Америці, представники підродини Celestinae і деякі представники Diploglossinae поширені на Карибах, а решта представників Diploglossinae — в Південній Америці.

## Опис
Представники родини Diploglossidae — ящірки з видовженим тілом, відносно короткими, однак повноцінно функціональними кінцівками та довгим хвостом, який можуть легко відкидати. На нижній щелепі у них завжди більш як 15 зубів, а задні зуби мають два горбки на кінці. Зовні ці ящірки дещо нагадують сцинків. Їх довжина (без врахування хвоста) варіюється від 6 см у Celestus macrotus до 28 см у деяких представників роду Diploglossus.
Більшість представників родини Diploglossidae живуть в лісах, деякі віддають перевагу сухим лукам або чагарниковим заростям. Вони ведуть наземний спосіб життя. Основою їх раціону є членистоногі та інші безхребетні. Серед них є як живородні види, так і ті, що відкладають яйця. Розмір кладки або кількість новонароджених дитинчат залежить від розміру плазуна і становить від 2 до 27.

## Класифікація
Родина Diploglossidae нараховує 11 родів і 56 видів:
- Родина Diploglossidae
  - Підродина Celestinae
    - Рід Advenus — 1 вид (рід монотиповий)
    - Рід Caribicus — 3 види
    - Рід Celestus — 11 видів
    - Рід Comptus — 3 види
    - Рід Guarocuyus — 1 вид (рід монотиповий)
    - Рід Panolopus — 3 види
    - Рід Sauresia — 1 вид (рід монотиповий)
    - Рід Wetmorena — 2 види

  - Підродина Diploglossinae
    - Рід Diploglossus — 11 видів
    - Рід Ophiodes — 6 видів

  - Підродина Siderolamprinae
    - Рід Siderolamprus — 14 видів